# Kabinet-De Gasperi I
De eerste regering onder premier Alcide de Gasperi, Kabinet-De Gasperi I, is de laatste van het koninkrijk Italië en geldt als een overgangsregering naar de republiek. Het kabinet treedt aan op 10 december 1945 als opvolger van de regering onder Ferruccio Parri. De regering eindigde met het grondwettelijk referendum van 2 juni 1946, toen de Italiaanse bevolking koos voor de republiek. Van 12 tot 28 juni 1946, voor de verkiezing van Enrico De Nicola als president, diende de Gasperi als voorlopig staatshoofd, waarbij hij de titel Presidente provvisorio dello Stato voerde. De regering werd ontslag verleend op 13 juli 1946, en werd opgevolgd door kabinet-De Gasperi II.
De voornaamste taak van het kabinet was het voorbereiden van het referendum van 2 juni 1946, waarin het naoorlogse Italië een richting zou kiezen voor een staatsinrichting. De regering was samengesteld uit de partijen DC, PCI, PSIUP, PLI, PdA en PDL.

## Samenstelling
- premier - Alcide De Gasperi (DC)
  - Interim-staatshoofd (12 juni - 28 juni 1946)
- Vice-premier - Pietro Nenni (PSIUP)
- Secretarissen van het voorzitterschap van de Raad van Ministers:
  - Justin Arpesani (PLI)
  - Giorgio Amendola (PCI)

### Ministers
- Minister voor de grondwetgevende vergadering - Pietro Nenni (PSIUP)
- Minister voor de nationale raadpleging

Emilio Lussu (PSd'Az) (tot 2 februari 1946)
Alberto Cianca (PdA) (vanaf 2 februari 1946)
- Minister van buitenlandse zaken - Alcide De Gasperi
  - Secretarissen: Celeste Negarville (PCI) en Renato Morelli (PLI)
- Minister van binnenlandse zaken - Giuseppe Romita (PSIUP)
  - Secretaris: Joseph Spataro (DC)
- Minister van Italiaans-Afrika - Alcide De Gasperi (DC) (ad interim)
- Minister van gratie en justitie - Palmiro Togliatti (PCI)
  - Secretaris: Veroni Dante (PDL)
- Minister van financiën - Mauro Scoccimarro (PCI)
  - Secretaris: Bruno Visentini (PdA)
- Minister van de schatkist - Epicarmo Corbino (PLI)
  - Secretarissen: John Persico (PDL) en Peter Mastiff (PSd'Az) - verantwoordelijk voor oorlogsschade
- Minister van oorlog - Manlio Brosio (PLI)
  - Secretarissen: Pompeo Colajanni (PCI) en Louis Chatrian (DC)
- Minister van marine - Raffaele De Courten (militair)
  - Secretarissen: Pasquale Schiano (PDA) en Angel Cursussen (PSIUP)
- Minister van luchtvaart - Mario Cevolotto (PDL)
  - Secretaris: Ernest Pellegrino (militair)
- Minister van onderwijs - Enrico Molè (PDL)
  - Secretarissen: Achilles Marazza (DC) en Enrico Paresce (PDL)
- Minister van openbare werken - Leone Cattani (PLI)
  - Secretaris: Joseph Bruno (PDA)
- Minister van land- en bosbouw - Fausto Gullo (PCI)
  - Secretaris: Antonio Segni (DC)
- Minister van Transport - Riccardo Lombardi (PdA)
  - Secretaris: Antonio Priolo (PCI)
- Minister van post en telecomminucatie - Mario Scelba (DC)
  - Secretaris: Mario Fano (partijloos)
- Minister van arbeid en sociale zekerheid - Gaetano Barbareschi (PSIUP)
  - Secretaris: gennaro Cassiani (DC)
- Minister van industrie en handel - Giovanni Gronchi (DC)
  - Secretarissen: Enzo Storoni (PLI) (tot 9 januari 1946), Rosario Pasqualino Vassallo junior (PDL) (vanaf 16 januari 1946) en Ivan Matteo Lombardo (PSIUP)
- Minister van buitenlandse handel (functie ingesteld op 9 januari 1946)

Ugo La Malfa (PdA) (9 januari - 20 februari 1946)
Mario Bracci (PdA) (vanaf 20 februari)
- - Secretaris: Enzo Storoni (PLI) (vanaf 9 januari)
- Minister van naoorlogse steun - Luigi Gasparotto (PDL)
  - Secretarissen: Berardinone Henry (partijloos) en Antonio Cifaldi (PLI)
- Minister van wederopbouw - Ugo La Malfa (tot 22 december 1945 - ministerie opgeheven)